# Földikutyaformák
A földikutyaformák (Spalacinae) az emlősök (Mammalia) osztályának rágcsálók (Rodentia) rendjébe, ezen belül a földikutyafélék (Spalacidae) családjába tartozó alcsalád.

## Rendszerezés
Az alcsaládba az alábbi 2 nem, 2 alnem és számos faj, illetve fajcsoport (en) tartozik:
- Spalax Guldenstaedt, 1770
  - Spalax arenarius (en) Reshetnik, 1939
  - óriás földikutya (en) (Spalax giganteus) Nehring, 1898
  - bukovinai földikutya (Spalax graecus) Nehring, 1898
  - mezőségi földikutya (Spalax antiquus) Méhely, 1909
  - román földikutya (Spalax istricus) Méhely, 1909
  - keleti földikutya (en) (Spalax microphthalmus) Guldenstaedt, 1770 - típusfaj
  - Spalax uralensis (en) Tiflov & Usov, 1939
  - Spalax zemni (en) Erxleben, 1777
- Nannospalax (Palmer, 1903)
  - Mesospalax
    - nyugati földikutya (Spalax (superspecies leucodon)) Nordmann, 1840
      - erdélyi földikutya (Nannospalax (leucodon) transsylvanicus)
      - magyar földikutya (Nannospalax (leucodon) hungaricus)
      - délvidéki földikutya (Nannospalax (leucodon) montanosyrmiensis)
      - szerémségi földikutya (Nannospalax (leucodon) syrmiensis)

    - kisázsiai földikutya (Nannospalax (superspecies nehringi)/Nannospalax (superspecies xanthodon)) (en) Satunin, 1898
    - Nannospalax (superspecies vasvarii)

  - Nannospalax
    - levantei földikutya (Nannospalax (superspecies ehrenbergi)) (en) Nehring, 1898
      - Nannospalax (ehrenbergi) golani (en) Nevo, Ivanitskaya, & Beiles, 2001
      - Nannospalax (ehrenbergi) galili (en) Nevo, Ivanitskaya, & Beiles, 2001
      - Nannospalax (ehrenbergi) carmeli (en) Nevo, Ivanitskaya, & Beiles, 2001
      - Nannospalax (ehrenbergi) judaei (en) Nevo, Ivanitskaya, & Beiles, 2001
      - Nannospalax (ehrenbergi) aegyptiacus Nehring, 1898

A két fenti alnemen kívül még ebbe az alcsaládba tartozik két fosszilis alnem (vagy önálló nem): Heramys és Pliospalax.